# Barra de Tupilco
Barra de Tupilco es una ranchería del municipio de Paraíso ubicado en la subregión de la Chontalpa del estado mexicano de Tabasco.

## Geografía
La localidad se ubica a 24.2 kilómetros (en dirección oeste) de la localidad de Paraíso, la cabecera y lugar más poblado del municipio. Se sitúa en las coordenadas geográficas 18°24′09″N 93°13′45″O / 18.402500, -93.229167, a una elevación de 0 metros sobre el nivel del mar.

## Demografía
Según el Conteo de Población y Vivienda 2020, efectuado por el Instituto Nacional de Estadística y Geografía, la localidad de Barra de Tupilco tiene 416 habitantes, de los cuales 205 son del sexo masculino y 211 del sexo femenino. Su tasa de fecundidad es de 2.93 hijos por mujer y tiene 122 viviendas particulares habitadas.
| Gráfica de evolución demográfica de Barra de Tupilco entre 1900 y 2020 |
|                                                                        |
| INEGI.                                                                 |